# 刘宏 (南洋理工)
刘宏，中国福建省人，厦门大学及复旦大学校友。新加坡南洋理工大学陈六使讲席教授，南洋公共管理研究生院院长，中华人民共和国教育部长江学者讲座教授。主要研究领域有中国与全球化、中国与东南亚关系、一带一路、公共外交、海外华人、公共政策等。担任《华人研究国际学报》和《Journal of Chinese Overseas》主编。在国际学术刊物上发表学术论文100余篇，出版25本中英文专著。

## 个人经历
- 1995年至2006年在新加坡国立大学人文与社会科学院任教，2000年被授予终身教职；
- 2006年至2010年在英国曼彻斯特大学担任东亚系讲座教授暨中国研究中心首任主任；
- 2011年4月至2017年3月任南洋理工大学人文与社会科学学院院长；2017年4月至2020年3月任南洋理工大学社会科学学院院长；[5]
- 2014年至今任南洋理工大学南洋公共管理研究生院院长。

## 部分作品
- 《跨界亚洲的理念与实践：中国模式、华人网络、国际关系》（2013）[6]
- 《新加坡的人才战略与实践》（2015）[7][8]
- Dear China: Emigrant Letters and Remittances, 1820-1980 (co-author with Gregor Benton; University of California Press, 2018；该书中文版为《亲爱的中国——移民书信与侨汇（1820-1980）》，于2022年2月由东方出版中心出版
- 《跨界治理的逻辑与亚洲实践》（2020年）
- The Political Economy of Transnational Governance (Routledge, 2022)
- The Political Economy of Regionalism, Trade, and Infrastructure (World Scientific, 2022)
- 更多出版信息参看 https://personal.ntu.edu.sg/liuhong/liuhong/%5B%5D